# El Mas de Solduga
El Mas de Solduga es una entidad de población española del municipio de Llimiana, perteneciente a la provincia de Lérida, en la comunidad autónoma de Cataluña.

## Toponimia
El lugar puede aparecer referido como «El Mas de Solduga» y «Manso de Salduga».

## Historia
Hacia mediados del siglo XIX, el lugar ya pertenecía a Llimiana. Aparece descrito en el undécimo volumen del Diccionario geográfico-estadístico-histórico de España y sus posesiones de Ultramar de Pascual Madoz con las siguientes palabras:

MANSO DE SALDUGA: granja ó casa de campo en la prov. de Lérida, part. jud. de Tremp, térm. jurisd. de Llimiana.
(Madoz, 1848, p. 191)

En 2023, la entidad singular de población tenía empadronados once habitantes.